# TmRNA

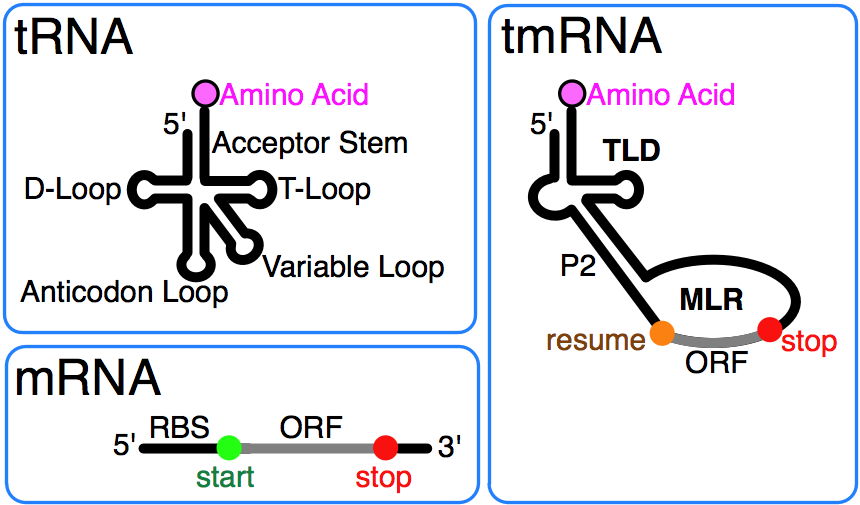
tmRNAの構造（右図）

tmRNA(transfer-messenger RNA)(10Sa RNA, SsrA)は、1分子でtRNA（トランスファーRNA）とmRNA（メッセンジャーRNA）の両方の性質を持つキメラ状のRNA。tmRNAはSmall Protein B (SmpB), Elongation Factor Tu (EF-Tu), ribosomal protein S1などと複合体を形成しており(tmRNP)、核タンパク質として細胞内に存在する。tmRNAはtrans-translation反応を触媒する事でリボソームに作用し、mRNAの終止コドン欠落などによる異常な翻訳反応中断により機能を休止したリボソームのペプチド合成を終了させ、リボソームの機能を回復する。

バクテリアのtmRNAは上記のようにペプチド合成に行き詰まり機能を失ったリボソームを再生するBifunctional な分子として知られており、合成途中にあるペプチド鎖に分解タグを付与する、また異常mRNAの分解を促進させる、といった複数反応の媒介を1分子で担っている。また、2分子のRNAが結合されることで当該機能をもつtmRNAに成熟する場合もある。
抗結核薬ピラジナミドの活性化体であるピラジン酸は、ribosomal protein S1との結合によりtmRNAを介したtrans-translationを阻害することが示されている。
1. ↑  Keiler KC (2008). “Biology of trans-translation”. Annu. Rev. Microbiol. 62:  133–51. doi:10.1146/annurev.micro.62.081307.162948. PMID 18557701.
2. ↑  Keiler KC (2011). “Bifunctional transfer-messenger RNA.”. Biochimie. 93:  1993–1997. PMID 21664408.
3. ↑  Shi W, Zhang X, Jiang X, Yuan H, Lee JS, Barry CE 3rd, Wang H, Zhang W, Zhang Y (2011). “Effects of pyrazinamide on fatty acid synthesis by whole mycobacterial cells and purified fatty acid synthase I.” (abstract). Science 333 (6049):  1630-2. doi:10.1126/science.1208813. PMID 21835980.